# CRISPR

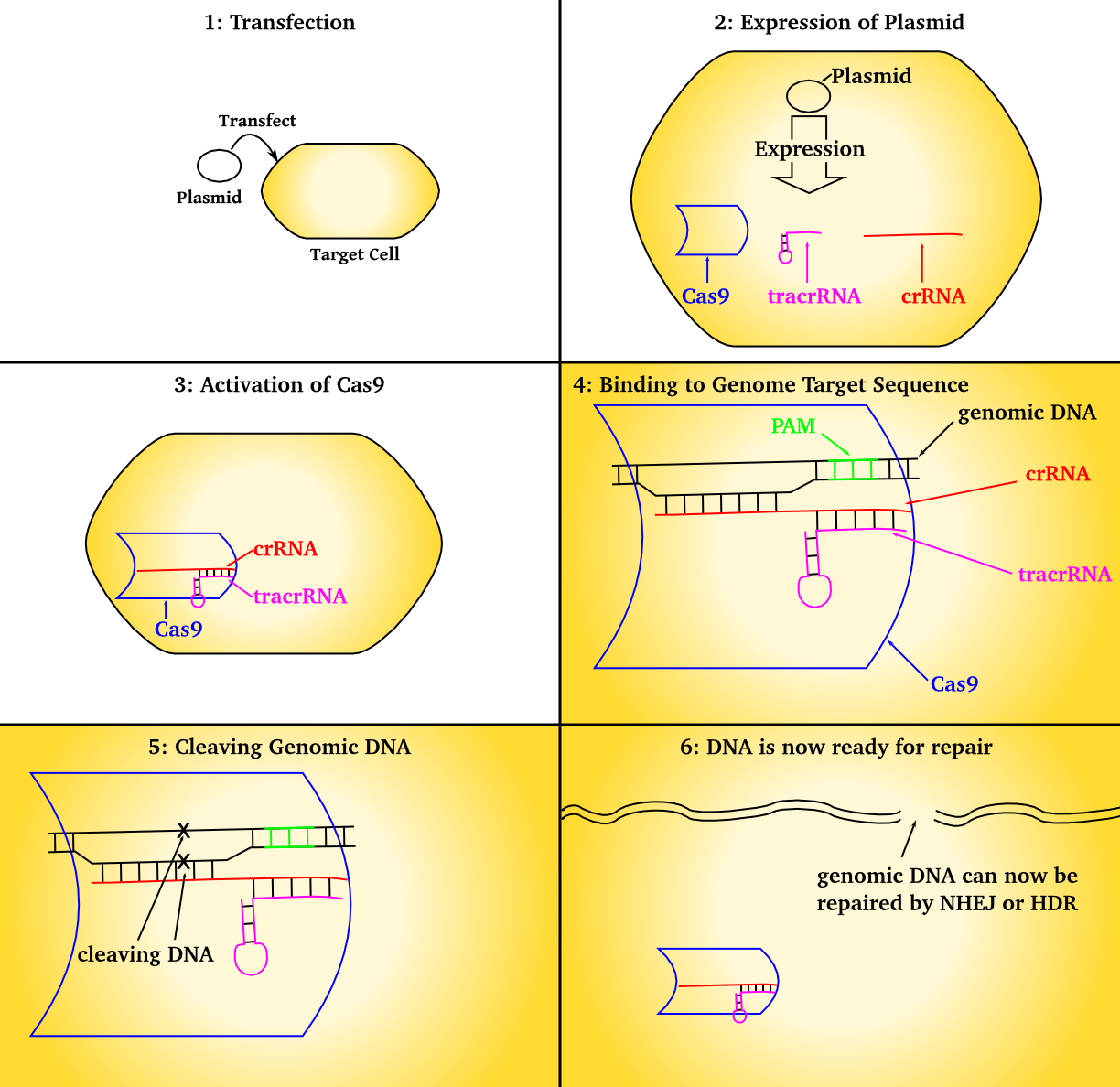
Prezentare generală a a transfecției și tăierii ADN-ului de CRISPR-Cas9.

CRISPR (în engleză clustered regularly interspaced short palindromic repeats, în română grupuri de repetări scurte palindromice interspațiate sistematic) este o familie de secvențe de ADN găsite în genomul organismelor procariote, cum ar fi din bacteriile și archaea. Secvențele conțin fragmente din ADN-ul virusului care a atacat bacteria. Încorporând aceste fragmente „furate” de ADN în propriul ei ADN, bacteria reușește să se apere eficient de noi atacuri ale virusurilor similari. Prin urmare, aceste secvențe joacă un rol cheie în sistemul de apărare antiviral al procariotelor.
Cas9 (sau „proteina 9 asociată CRISPR”) este o enzimă care folosește secvențele CRISPR ca un ghid pentru a recunoaște și tăia catenele specifice de ADN care sunt complementare secvenței CRISPR.
Enzimele Cas9 împreună cu secvențele CRISPR stau la baza unei tehnologii cunoscute sub numele de CRISPR-Cas9 care schimbă în mod eficient și specific genele din interiorul organismelor. Acest proces de editare are o mare varietate de aplicații, inclusiv cercetarea biologică de bază, dezvoltarea produselor biotehnologice și tratamentul bolilor.